# Шереметьевский путепровод
Шереме́тьевский путепрово́д — автомобильно-пешеходный мост-путепровод через железнодорожные пути на севере города Москвы в 6 км от центра города. Расположен на трассе Шереметьевской улицы, от которой и получил название.
Расположен на территории района «муниципального округа Марьина Роща» Северо-Восточного административного округа Москвы. Путепровод проходит над железнодорожными путями Алексеевской соединительной линии между платформами Рижская и Станколит и над путями Рижского направления между станцией Москва-Рижская (Рижский вокзал) и платформой Дмитровская.
По путепроводу проходит Шереметьевская улица: проезжая часть и тротуар.
Под путепроводом находятся пять путей станции Москва-Рижская Московской железной дороги: два - линии МЦД-2, два - линии МЦД-4 и один - Рижского направления МЖД.

## История
Сооружён в 1957 году. Автор проекта — инженер И. Ю. Аршавский.

## Капитальный ремонт
Шереметьевский путепровод в г. Москве
Начало работ — июнь 2002 г., окончание работ — ноябрь 2003 г.
Капитальный ремонт существующего путепровода с заменой пролётных строений и ремонтом опор.
Схема 8,35+13,5+20,75+13,5.
Проектом предусмотрено: возведение временных мостиков для пропуска пешеходов и коммуникаций; переключение движения на одну половину путепровода; разборка асфальтового покрытия; демонтаж перил и ограждений; разборка железобетонной плиты проезда; демонтаж старых пролётных строений; замена элементов и ремонт опор; монтаж новых металлических пролётных строений; устройство монолитной железобетонной плиты проезда; устройство проезжей части; переключение движения на отремонтированную половину путепровода; ремонт второй половины путепровода; устройство лестничных сходов; озеленение территории.
Для демонтажа, укрупнительной сборки и монтажа пролётных строений использовались краны GROVE грузоподъемностью от 50 до 120 тонн.

Работы проводились при движении автотранспорта в стеснённых условиях, над действующими железнодорожными путями.

## Конструкция[3]
- Материал — сталь, железобетон.
- Ширина автомобильной проезжей части: 4 полосы, по 2 в каждом направлении.
- Ширина тротуаров: 2 х 1,5 метра.
- Опоры: 2 промежуточных пилона, каждый из которых поддерживается 8-ю восьмиугольными колоннами[2].|  | Этот раздел нужно дополнить. Пожалуйста, улучшите и дополните раздел. (29 июня 2010) Комментарий: параметры конструкции |

## Транспорт

### Наземный транспорт
- Автобусные маршруты № 519, 524, 126, м53, с532, с511, с538, н6.

### Ближайшая станция метро
- Станция метро «Марьина Роща» — северный вход в 350 метрах.

### Железнодорожный транспорт
- Ближайшая платформа — Станколит.